# Рибалочка новобританський
Рибалочка новобританський (Ceyx sacerdotis) — вид сиворакшоподібних птахів родини рибалочкових (Alcedinidae). Ендемік Папуа Нової Гвінеї. Раніше входив до комплесу видів новогвінейського рибалочки-крихітки, однак був визнаний окремим видом.

## Поширення і екологія
Новобританські рибалочки мешкають на островах Нова Британія і Умбой в архіпелазі Бісмарка. Вони живуть в підліску вологих тропічних лісів, в густих вторинних заростях і на плантаціях. Зустрічаються на висоті до 1300 м над рівнем моря.

## Збереження
МСОП класифікує стан збереження цього виду як близький до загрозливого. Новобританським рибалочкам загрожує знищення природного середовища.